# Bauernhofbüro
Das Bauernhofbüro der Deutschen Gesellschaft für Bauwesen wurde im Jahr 1934 in Berlin gegründet. Es hatte als eine Außendienststelle des Fachgruppe Bauwesen e.V. innerhalb des Nationalsozialistischen Bundes deutscher Technik (NSBDT) die Aufgabe, bedeutende Bauernhöfe auf dem Gebiet des Deutschen Reichs zu erfassen. Dies geschah durch Bauaufnahmen von Bauernhöfen, Ställen, Scheunen und Wohngebäuden. Diese Pläne wurden später in mehreren Bänden als Werk „Haus und Hof Deutscher Bauern“ veröffentlicht. Der vormalige Leiter der Kunstgewerbeschule in Breslau Gustav Wolf wurde zu seinem Leiter ernannt.

## Geschichte
Am 1. April 1938 wurde Wolf als Landesbaupfleger beim Provinzialverband Westfalen eingesetzt, daher zog das Bauernhofbüro nach Münster und war im Landeshaus des Provinzialverbandes als Teil des Landesbaupflegeamt ansässig. Der dort tätige Architekt Wilhelm Messelink übernahm die stellvertretende Leitung.
Bei einem Luftangriff auf Münster am 28. Oktober 1944 verbrannten wesentliche Unterlagen und die Büroeinrichtung. Die erhaltenen Unterlagen des Bauernhofbüros befinden sich heute im Archiv des Landschaftsverbandes Westfalen-Lippe. Als Organisation die dem NSBDT unterstellt war, wurde das Bauernhofbüro durch das Kontrollratsgesetz Nr. 2 vom 10. Oktober 1945 offiziell aufgelöst. Aufgrund einer Besprechung von Gustav Wolf mit dem Landeshauptmann des Provinzialverbandes Bernhard Salzmann, wurde am 1. November 1945 entschieden, die Arbeit des Bauernhofbüros als Teil des Baupflegeamtes fortzuführen. Dort war anschließend Josef Schepers für die Veröffentlichung „Haus und Hof Deutscher Bauern“ zuständig.

## Aufgabenfeld
Für die Arbeit des Bauernhofbüros sollte das Gebiet des Deutschen Reiches in zwölf Regionen aufgeteilt werden. Die Mitarbeiter von Wolf wurden in die einzelnen Regionen geschickt, um dort nach verschiedenen Kriterien Gehöfte aufzunehmen. Berücksichtigt werden sollten dabei die verschiedenen Landschaften eines Gebietes, Zeiten und Stufen der baulichen Entwicklung, Betriebsformen verschiedener Gehöfte, den inneren sowie äußeren Aufbau der Gehöfte und deren Erhaltungszustand. Auch sollten die nach der NS-Ideologie "stammesmässigen Zusammenhänge" in den jeweiligen Gebieten dargestellt werden. Pro Band waren dabei höchstens 80 Gehöfte angedacht, die im Detail betrachtet werden sollten. Im Arbeitsablauf des Bauernhofbüros gab es fünf verschiedene Schritte die während der Aufnahmen von Gehöften beachtet werden sollten. Zunächst lag die Erkundung des Gebietes und das Finden der passenden Objekte im Fokus, danach folgten Aufmaßzeichnungen sowie Übertragung in Bleistift durch den jeweiligen Mitarbeiter. Die nachfolgenden zwei Schritte wurden dann vom Bauernhofbüro erledigt. Dies umfasste die Anordnung der Bauaufmaße für den jeweiligen Band des Werkes "Haus und Hof Deutscher Bauern", die Zeichnung in Tusche sowie die Beschriftung derselben.
Ab Dezember 1944 wurde das Bauernhofbüro vom Deutschen Heimatbund auch angewiesen, die kulturell wertvollsten deutschen Kleinstädte, unter dem Hintergrund der sich verschärfenden alliierten Luftangriffe, zu erfassen und Bauaufnahmen anzufertigen. Die vom Bauernhofbüro erstellten Bauaufnahmen wurden auch schon während des Krieges zum Wiederaufbau zerstörter Bauernhöfe genutzt.
In der Kartensammlung des Archivs des Landschaftsverband Westfalen-Lippe befinden sich auch die ca. 5000 Bauaufmaßskizzen des Bauernhofbüros, die nach Regionen eingeteilt sind:
| Gebiet                         | Anzahl an vorhandenen Plänen |
| ------------------------------ | ---------------------------- |
| Bayern                         | 285                          |
| Baden                          | 239                          |
| Böhmen                         | 23                           |
| Brandenburg                    | 649                          |
| Braunschweig                   | 20                           |
| Hannover                       | 489                          |
| Hessen                         | 120                          |
| Mecklenburg                    | 157                          |
| Oldenburg                      | 64                           |
| Österreich                     | 80                           |
| Ostpreußen                     | 184                          |
| Pommern                        | 164                          |
| Rheinland (inklusive Saarland) | 244                          |
| Sachsen                        | 854                          |
| Schlesien                      | 344                          |
| Schleswig-Holstein             | 213                          |
| Thüringen                      | 37                           |
| Westfalen-Lippe                | 742                          |
| Württemberg                    | 90                           |

## Veröffentlichung "Haus und Hof Deutscher Bauern"

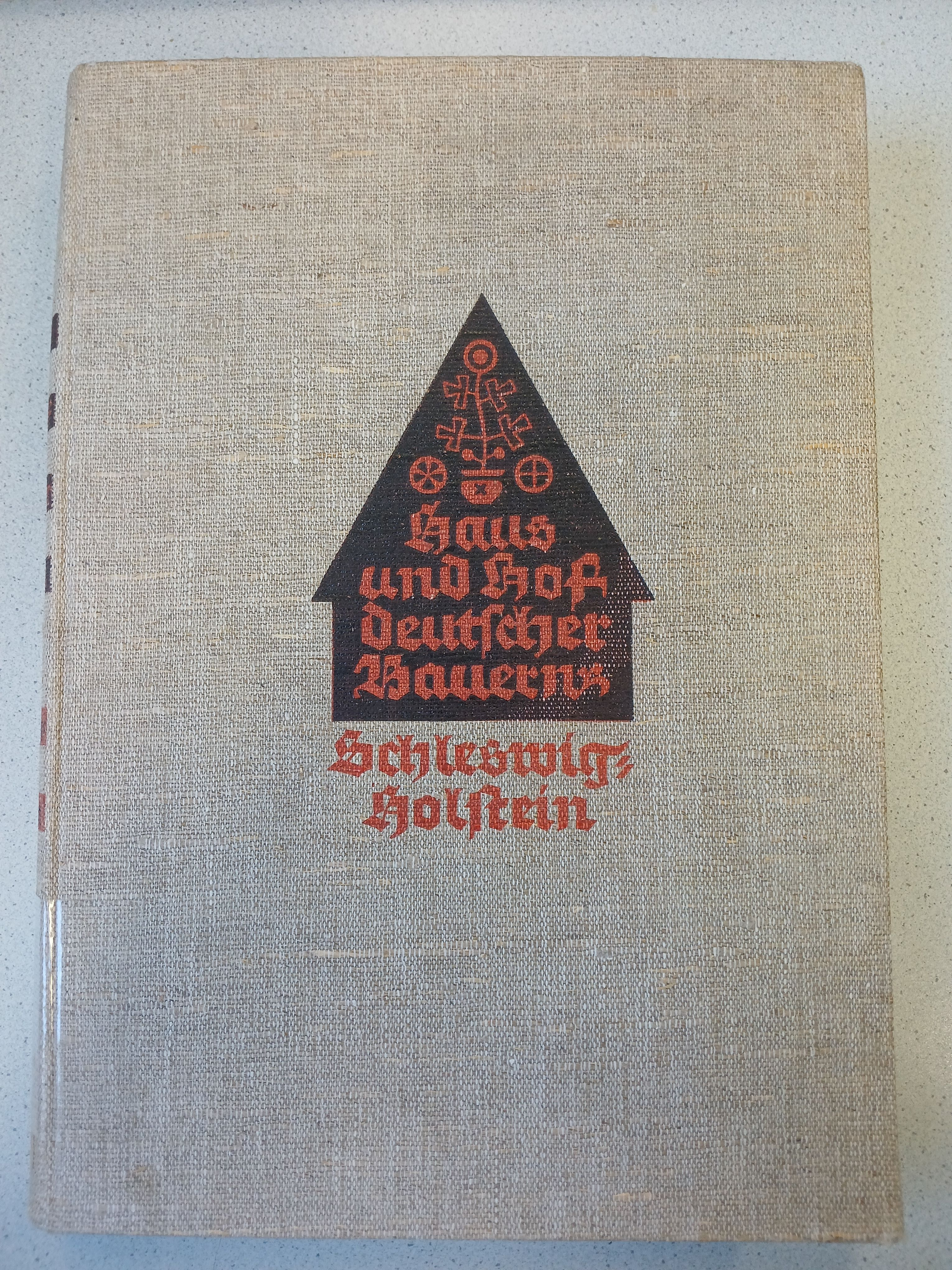
Cover des Erstausgabe des Bandes "Schleswig-Holstein", erschienen 1940

Für die Veröffentlichung der Forschungsergebnisse des Bauernhofbüros war ab 1936 zunächst die Deutschen Gesellschaft für Bauwesen zuständig. Es wurde die Veröffentlichung in mehreren Bänden geplant. Nach der Gleichschaltung 1938 wurde die Gesellschaft aufgelöst und die Herausgabe des Werkes "Haus und Hof Deutscher Bauern" durch die neu gegründete Fachgruppe Bauwesen e.V. bearbeitet. Die Zeichnungen und Bauaufmaßskizzen sollten den Rahmen des jeweiligen Bandes bilden und Erläuternde Texte sollten zusätzliches Abbilden. Es wurden für alle erfassten Gebiete des Deutschen Reichs Bände geplant, von denen aber nur der Band „Schleswig-Holstein“ vor 1945 erschien. Bei diesem schrieb der Leiter der Organisation Todt und SA-Obergruppenführer Fritz Todt das Vorwort. Der Band „Mecklenburg-Brandenburg-Schwerin“ war 1943 fast fertiggestellt, aber konnte vor Ende des Krieges nicht beendet werden. 1960 erschien der Band „Westfalen-Lippe“, bearbeitet von Josef Schepers und herausgegeben von Prof. Gustav Wolf in Münster. Ebenfalls dort erschien ein Jahr später der Band „Mecklenburg“, bearbeitet von Johann Ulrich Folkers.
Als Vorläufer kann man das 1906 erschienene Werk „Das Bauernhaus im Deutschen Reiche und in seinen Grenzgebieten“ ansehen, das vom Verband deutscher Architekten- und Ingenieurvereine herausgegeben wurde. Im Vorwort des Bandes Schleswig-Holstein wird das Werk explizit als Vorgänger erwähnt.